# 歓迎!ダンジキ御一行様
『歓迎!ダンジキ御一行様』（かんげい!ダンジキごいっこうさま）は、2001年10月20日～12月15日に日本テレビ系列で毎週土曜夜9時（土曜ドラマ枠）に放映されたテレビドラマ。全8回。VHS化もDVD化もネット配信もされていないが、読売テレビの深夜のドラマ再放送枠で再放送されたことがある。

## ストーリー
大乗宗・楽々寺の副住職・勝楽は徳のある表情とは裏腹に、実態はぐうたらないわゆる生臭坊主。金儲けのために書道教室などをしてきたがことごとく失敗。今回はダイエットブームにのって、断食道場を開いた。そして集まった100人の太った人が参加するが、なぜかみんな逃げ出してしまう。一方では住職の娘の桐子は寺を売却しようと画策するが、勝楽は必ず寺を再建させると豪語、そして参加した100人の太った人の中から金持ちだけを選び出し、連れ戻そうと奔走する。
中村雅俊をはじめ、主演クラスのほとんどは強欲という設定。

## キャスト
- 勝楽〈50〉（金銭欲の権化） - 中村雅俊
副住職だが、その威厳はあまり無い。目が行くのは金もうけばかりというぐうたら坊主。
- 明聖（名誉欲の権化） - 遠藤章造（ココリコ）
住職の弟子。脱サラして僧侶になったが、名誉欲が強く世渡り上手。
- 満福〈30〉（食欲の権化） - 小川直也
ある日、寺の前に捨てられていた所を住職に拾われて育てられる。いつも何かを食べている。
- 慶白（色欲の権化。女にだらしない）- 中村俊太（本作がデビュー作）
女好きで、その守備範囲が広い。女性からもなぜかもてている。博愛主義者という噂がある。
- 東尋〈50〉（睡眠欲の権化） - 泉谷しげる
住職とは親戚関係。鬼軍曹的存在の僧侶で、何かにつけて一言多い。しかしろくなことは考えていない。
- 一之瀬桐子〈29〉 - 渡辺満里奈
住職の娘で、大学病院で医師をしている。楽々寺の存続に反対し、寺を取り壊してその跡にケアハウスを建てようと目論む。
- 一之瀬麻里 - 西田ひかる
- 正木有紗〈24〉 - 榎本加奈子
すずらん女学園の生活指導担当教師。
- 松中桃子〈17〉 - 酒井彩名
すずらん女学園の高校2年生。
- 住職 - 丹波哲郎
楽々寺の1000年祭を執り行うのが夢だが、その寺の存続に反対する娘の桐子を遺憾に思っている。

(出典：）

### ゲスト
- 木念（第1話ゲスト。楽々寺をやめる） - 藤井隆
- ウガンダ・トラ（第1話）
- 田島寧子（第2話）
- パパイヤ鈴木（第2話）
- 中島陽子（第3話）

第4話 - 第6話
- 高部知子
- 石野真子
- 新田恵利
- 大西結花
- 中村由真
- 羽田惠理香
- 宮前真樹
- 高知東生

第7話 - 最終話
- 小向美奈子（第7話）
- 周防玲子（第7話）
- 岩崎杏里（第7話）
- あじゃ（第7話）
- 浅野ゆう子（最終話）

## スタッフ
- 監修 - 寺田敏雄
- 脚本 - 大良美波子、輿水泰弘、しみずやすひこ、海野由紀
- 演出 - 猪股隆一、大谷太郎、片岡K、若松央樹
- 音楽 - 大森俊之
- チーフプロデューサー - 増田一穂
- 企画担当 - 佐藤敦
- プロデューサー - 西憲彦、北島和久、大塚泰之
- Qアニメ（挿入）- こづつみPON、ナイスデー

## 主題歌
- 「Buzzstyle」 矢井田瞳

## 挿入歌
- 「Buzzstyle」 ベルファイア（主題歌・矢井田瞳「Buzzstyle」の英語バージョンカバー）

## サブタイトル
| 各話                                                      | 放送日         | サブタイトル                                   | 脚本                 | 演出     | 視聴率 |
| --------------------------------------------------------- | -------------- | ---------------------------------------------- | -------------------- | -------- | ------ |
| 第1話                                                     | 2001年10月20日 | 心優しき100人のデブ…涙のダイエット修業開始     | 大良美波子           | 猪股隆一 | 14.1%  |
| 第2話                                                     | 2001年10月27日 | 恋する女は太る!?100キロ娘の仰天ダイエット作戦  | 大良美波子           | 大谷太郎 | 9.6%   |
| 第3話                                                     | 2001年11月3日  | 暴走する食欲!!記憶なく太る悲しき銭ゲバ女を救え | 大良美波子           | 猪股隆一 | 8.6%   |
| 第4話                                                     | 2001年11月10日 | 元アイドル7人が美に執着!!もう一度輝きたいの…   | しみずやすひこ       | 大谷太郎 | 11.0%  |
| 第5話                                                     | 2001年11月24日 | 元アイドルのジェラシー!美も愛もお金で買うわ!!  | 大良美波子           | 片岡K    | 7.5%   |
| 第6話                                                     | 2001年12月1日  | 私は銀座No.1の女よ!!プライドが汚した男の純情…  | 輿水泰弘             | 猪股隆一 | 8.2%   |
| 第7話                                                     | 2001年12月8日  | 極悪女高生100人愛の更生なるか!?嘘つき娘の涙…   | 大良美波子、海野由紀 | 若松央樹 | 9.3%   |
| 第8話                                                     | 2001年12月15日 | 108キロストーカー巨大デブ女の殺意              | 輿水泰弘             | 猪股隆一 | 9.0%   |
| 平均視聴率 9.7%（視聴率は関東地区・ビデオリサーチ社調べ） |                |                                                |                      |          |        |